# Koeneniodes frondiger
Koeneniodes frondiger är en spindeldjursart som beskrevs av Jules Rémy 1950. Koeneniodes frondiger ingår i släktet Koeneniodes och familjen Eukoeneniidae. Inga underarter finns listade i Catalogue of Life.